# إلين هامبرو
إلين هامبرو (بالبوكمول: Ellen Hambro) هي قانونية نرويجية، ولدت في 20 يوليو 1964.